# 瑟姆河 (萨哈林州)
瑟姆河（俄语：Река Сейм）是萨哈林州多林斯克区的河流，长18公里，流域面积49.9平方公里，注入奈巴河，自南向北流。

## 引用
1. ↑  М·Г·瓦西科夫斯基. . 列宁格勒: 气象出版社. 1973 （俄语）.
2. ↑  . 国家水登记处.   [2024-01-04]. （原始内容存档于2023-12-12） （俄语）.